# Pawel Schitkow
Pawel Iljitsch Schitkow (russisch Павел Ильич Житков; * 4. Juni 1984 in Karaganda, Kasachische SSR) ist ein kasachischer Eishockeytorwart, der seit 2010 beim HK Arlan Kökschetau unter Vertrag steht. 

## Karriere
Pawel Schitkow begann seine Karriere als Eishockeyspieler bei Kasachmys Karaganda, für dessen zweite Mannschaft er bis 2006 in der Kasachischen Eishockeymeisterschaft, sowie der Perwaja Liga, der dritten russischen Spielklasse, aktiv war. Parallel spielte der Torwart von 2003 bis 2005 für ZSKA Temirtau in Kasachstan. Nach der Umsiedlung Kasachmys nach Sätbajew kam er in zwei Spielzeiten zu insgesamt 19 Einsätzen in der Wysschaja Liga, während er erneut hauptsächlich für die zweite Mannschaft in der Perwaja Liga bzw. Kasachstan zwischen den Pfosten stand. Nach einem Jahr bei Kristall Saratow in der Wysschaja Liga erhielt der Kasache zur Saison 2009/10 einen Vertrag bei Barys Astana aus der Kontinentalen Hockey-Liga. Im Oktober wechselte Schitkow zum HK Arlan Kökschetau.